# Osówek (województwo lubelskie)

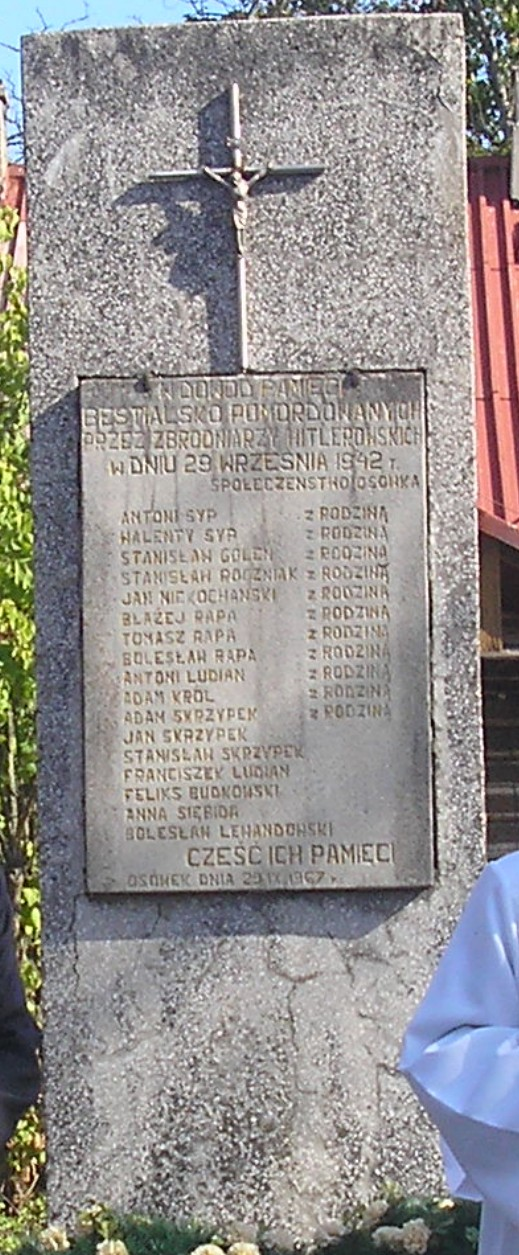
Pomnik pomordowanych przez zbrodniarzy hitlerowskich w Osówku 29 września 1942 roku.

Osówek – wieś w Polsce położona w województwie lubelskim, w powiecie janowskim, w gminie Potok Wielki.
| SIMC    | Nazwa          | Rodzaj    |
| ------- | -------------- | --------- |
| 0803897 | Osówek-Kolonia | część wsi |

W latach 1975–1998 miejscowość położona była w województwie tarnobrzeskim. Według Narodowego Spisu Powszechnego (III 2011 r.) wieś liczyła 91 mieszkańców.
W miejscowości znajduje się kaplica św. Józefa Robotnika w Osówku będąca kościołem filialnym Parafii Miłosierdzia Bożego w Brzezinach, do której przynależy miejscowa ludność katolicka.

## Historia
Miejscowość powstała w wyniku fali zasiedlania lasów potockich w XIX wieku. Istniała już w 1840 roku Kilku pierwszych osadników zamieszkało na wykarczowanych działkach. W 1865 roku były tu tylko 4 domy i 24
mieszkańców. Około 1872 roku powstała kolonia Osówek. Daniel Lachman, właściciel dóbr Potoka D, początkowo oddał w wieczystą dzierżawę, a później sprzedał kilkaset mórg nowym osadnikom, pochodzącym z Galicji. 
Kolonia przewyższała starą cześć kilkukrotnie. W 1905 roku wieś zamieszkiwały 93 osoby, a kolonię 204. Tuż po I wojnie światowej Osówek liczył 45 domów i 274 mieszkańców.
W czasie II wojny światowej, za sprzyjanie partyzantom, Niemcy 29 września 1942 roku spacyfikowali wieś, mordując 43 jej mieszkańców. Dla upamiętnienia tego dramatu w 1967 roku postawiono pomnik.
W 1973 roku otwarto remizo-świetlicę. W latach dziewięćdziesiątych zbudowano kościół filialny. W 2007 roku dzięki staraniom Gminy Potok Wielki zostało odbudowane otoczenie obelisku upamiętniającego tamte tragiczne wydarzenia. Obecnie corocznie uczniowie Zespołu Szkół im. Jana Pawła II z Potoczka w rocznicę pacyfikacji uczestniczą w mszy świętej w intencji ofiar, przygotowują z tej okazji inscenizację, a także wspólnie z władzami Gminy Potok Wielki składają wieńce pod obeliskiem.

## Części wsi
Kierzki – część wsi, stanowiły część kolonii powstałej około 1872 roku.

Łukawica – część wsi, w 1877 roku wymieniana jako stróżówka leśna. Należała do dóbr Potoczek, będących własnością Przanowskich. W 1921 roku istniała tu leśniczówka zamieszkiwana przez 12 osób.